# Frédérique Martin
 (novembre 2024).
Frédérique Martin, née le 3 juillet 1963, est une écrivaine française. Elle vit dans la région de Toulouse.

## Biographie
Frédérique Martin, née le 3 juillet 1963, est romancière, nouvelliste, poète et écrit également pour la jeunesse.  
Elle remporte plusieurs prix dont le Prix de la Ville de Palaiseau en 2001 et le Prix Prométhée de la nouvelle en 2004.[réf. souhaitée]
Elle est sélectionnée par Cultura commeTalent à découvrir en 2012.
Elle se produit sur scène dans le cadre d’adaptations de ses livres (lectures musicales, court-métrage etc.) et travaille désormais avec plusieurs maisons d’éditions, en tant qu’éditrice externe et collaboratrice d’ouvrages.
Elle co-écrit plusieurs romans avec l'autrice Frédérique Le Romancer sous le nom Les 2Freds, dont Viva Molotov! chez Fayard en mai 2024.

### Romans
- Sauf quand on les aime – Belfond 2014[4] / Pocket [5]2016
- Le Vase où meurt cette verveine – Belfond [6]2012 /Pocket 2014[7]

- Femme vacante – Pleine page 2007[8]

#### Sous le pseudo Les 2Freds (co-autrice Frédérique Le Romancer)
- Viva Molotov ! Fayard 2024[9]
- La méthode Molotov – Michel Lafon 2021[10]
- Le psy du chat perché – France Loisirs 2019[11]

#### Récit de vie documentaire (en collaboration avec Stéphanie Sounac)
- Les yeux qu'on ferme, récit d’une thanatopractrice – Editions 41, 2024[12]

### Nouvelles
- J’envisage de te vendre (j’y pense de plus en plus) – Belfond 2016[13]
- Les filles d'Eve – Éd. Atelier IN8 2012[14]
- Le fils prodigue – Éd. Atelier IN8 2011[15]
- L’écharde du silence – Éd. du Rocher 2004[16]

### Jeunesse
- Zéro, le monde – Thierry Magnier 2005[17]
- À tes souhaits – In Comme chiens et chats – Thierry Magnier 2011[18]

### Poésie
- L’impératrice – L’Arbre à paroles 2021[19]
- Papier du sang – Éd. N & B 2006[20]

### Essai
- En Quête de JOB	 – Zorba éditions 2009[21]

### Humour
- Sous le pseudo Billie ALTO – (co-autrice Tonnie Soprano)

- 50 exercices pour éduquer son homme – Eyrolles 2012[22]

### Parutions en collectifs
- La terre, c’est... – Fleuve éditions, 2022
- La cécité des amoureuses – Le Marathon des mots, 2021
- (Re)naissance – In Le livre des fontaines ardentes – Le Castor Astral, 2018
- Noces de Nylon – in L’autan des nouvellistes – Atelier du gué, 2013
- Les filles d’Eve – Livre d’Art collectif Ad Libido – Editions de l’atelier IN8, 2013
- Tu es un Homme mon fils – in Des nouvelles du Monde – Nouvelles éditions Loubatières, 2013
- Quelle justice pour la France ? – 31 personnalités répondent aux questions des Français
- Recueil d’interviews coordonné par le juge Dragos Calin – L’Harmattan, 2012
- À tes souhaits – in Comme chiens et chats : histoires de frères et sœurs – Editions Magnier, 2011
- Terminus – in Florilège des 20 ans – Édité par la ville de Maison-Lafitte, 2007
- Le Goût des choses – in Toulouse patrimoine & art de vivre – Nouvelles éditions Loubatières, 2007
- Le Grand Agglographe – collectif d’ateliers d’écriture – Nouvelles éditions Loubatières, 2007
- Sens interdits – in Nouvelle au pluriel – Éditions Editinter, 2004
- La Morsure – in Sur les pas de Simenon – Éditions La Dérive, 2003
- Comme si je t’avais faite – in Les Belles Palissades – Éditions Gros textes, 2002
- Erratum – in Dernières nouvelles de Palaiseau – HB éditions, 2002
- Une lettre pour le vieux Tolly Hope – Kerdoré Siloé, 2001
- Sur Mesure – Éditions Raphaël de Surtis, 2001
- Dina’s song : une berceuse pour Dina – Éditions L’Abattoir/La Mandragore,1998
- Prix de la librairie La Mandragore

### Parutions en revues
- Le Brigadier N°52 – Si proches – 2022
- Décharge N° 193 – Poèmes – 2022
- Espace(s) n°18 – Chez nous – 2019
- Asymptote – The Despair of The Roses – 2017 (translation Hilary McGrath)
- Patchwork n° 9/10 – Chez nous – 2017
- Destination n°30 – Trouver sa place – 2016
- Espace(s)  n°12 - Dissoudre la distance – 2016
- Arte e lettra (Brésil) – O desespero das rosas – 2013 (tradução de Luana Azzolin)
- L’encrier renversé n°69 – Le Don d’Alice – 2013
- Moebius n° 127 (Québec) – Action ! – 2010
- Le Cahier des moulins n° 16 – Celui qui veille – 2010
- Brèves n° 81 – Le désespoir des roses – 2007
- L’ours polar n° 28 – Sens interdits – 2004
- L’encrier renversé n° 50 – À titre posthume – 2002
- Décharge n° 115 – Comme si je t’avais faite – 2002
- Nouvelle donne n° 28 – Œil pour œil – 2002
- Sol'air n° 20 – Paranoïa – 2000
- Flydoscope (Luxembourg) – Les fenêtres – 2000
- Poésie première n° 16 – Décroche-Marie – 2000
- Sol'air n° 18 – Décroche Marie – 1999
- Décharge n° 97 – Petite lettre au matin – 1998